# المراقبة (فلم)
المراقب (بالإنجليزية: The Watch) هو فيلم كوميدي أُصدر في الولايات المتحدة سنة 2012. الفيلم من كتابة سيث روغن وإخراج أكيفا شافر.

## طاقم التمثيل
- بن ستيلر
- فينس فون
- جونا هيل
- ريشار أيواد
- روزماري ديويت

## القصة
تدور أحداث الفيلم في إحدى الضواحي حيث مجموعة من الآباء يشكلون فريقا لحراسة الحي؛ بعد أن تعرض أحد حراس السوبر ماركت للقتل في ظروف غامضة، لكنهم بعد ذلك يجدون أنفسهم في مواجهة غزو أجنبي وعليهم الدفاع عن الأرض

## الميزانية والإيرادات
بلغت تكلفة إنتاج الفيلم حوالي 68 مليون دولار بينما حقق أرباحاً تقدر بـ 68.3 مليون دولار.

## وصلات خارجية
- الموقع الرسمي
- مقالات تستعمل روابط فنية بلا صلة مع ويكي بيانات